# Merionoeda musschenbroekii
Merionoeda musschenbroekii là một loài bọ cánh cứng trong họ Cerambycidae.